# Гигантски азиатски стършел
Гигантските азиатски стършели (Vespa mandarinia) са вид насекоми. Те са най-големите стършели в света и са разпространени основно в Източна Азия, включително в Япония, Китай и Южна Корея.
Представителите на Vespa mandarinia могат да достигнат дължина до около 5 см и имат зъбести челюсти, които използват за хващане на плячка. Те са известни с агресивното си поведение и ужилванията им са изключително болезнени, понякога фатални.
През последните години гигантските азиатски стършели са привлекли голямо внимание поради увеличението на инцидентите с тях в Япония. В редки случаи нападат пчелни кошери и избиват цели пчелни колонии.
Въпреки своята заплашителна репутация гигантските азиатски стършели не представляват широко разпространена опасност за хората. При среща с тях е препоръчително да се запази спокойствие и да се избягва пряк контакт. Ако някой е алергичен на пчели или стършели, е важно да потърси медицинска помощ веднага, ако бъде ужилен.